# Acacia dunnii
Acacia dunnii — вид квіткових рослин з родини бобових. Ареал: Австралія (Північна територія, Західна Австралія).

## Середовище проживання
Він росте на неглибоких скелетних піщаних ґрунтах, над пісковиком або кварцитом. Часто зустрічається на хребтах, кам’янистих пагорбах, а також серед скель і скелястих виступів.

## Біоморфологічна характеристика
Прямовисний, тонкий кущ або дерево зазвичай досягає висоти від 1,5 до 6 метрів і ширини від 2 до 4 метрів. A. dunnii зазвичай має лише одне стебло. Сріблясто-блакитні філодії мають довжину від 20 до 45 сантиметрів і ширину від 6 до 16 см і вертикально звисають з гілок. Має кінцеві суцвіття з довжиною осі від 21 до 27 см. Голови жовтих квіток кулясті, діаметром від 8 до 15 міліметрів. Після цвітіння утворюються коричневі дерев'янисті стручки, які мають плоску лінійну або довгасту форму і можуть бути злегка вигнутими, 6–14.5 × 2.4–3 см. Цвіте і плодоносить у всі місяці року.